# 常山镇
常山镇，是中华人民共和国吉林省吉林市桦甸市下辖的一个乡镇级行政单位。

## 行政区划
常山镇下辖以下地区：
常山镇社区、常山村、玉兴村、常兴村、大河村、靠山村、清水村、同兴村、兴隆村、桃山村、桦兴村、五兴村和新兴村。